# Renato Bizzozero
Pour les articles homonymes, voir Bizzozero.
Renato Bizzozero ou Bizzozzero (né le 10 septembre 1912 à Lugano et mort le 7 novembre 1994 à Buenos Aires) était un joueur international de football suisse (tessinois), qui évoluait au poste de gardien de but.

## Biographie
On sait peu de choses sur la vie de Bizzozero sauf qu'il évoluait au FC Lugano lorsqu'il participa avec l'équipe de Suisse à la coupe du monde 1934 en Italie et à la coupe du monde 1938 en France.